# Trithemis dejouxi
Espèce
Statut de conservation UICN

 LC  : Préoccupation mineure
Trithemis dejouxi est une espèce d'odonates de la famille des Libellulidae, du genre Trithemis.

## Répartition
Cette libellule se rencontre en Arabie saoudite, au Bénin, en Côte d'Ivoire, en Éthiopie, au Ghana, en Guinée, au Liberia, au Mali, au Nigeria, en République centrafricaine, au Soudan du Sud et au Yémen.

## Classification
Le nom valide complet (avec auteur) de ce taxon est Trithemis dejouxi Pinhey, 1978.
Cette espèce a été initialement décrite en 1978 par Elliot Pinhey (d) comme étant une sous-espèce de Trithemis donaldsoni sous le taxon Trithemis donaldsoni dejouxi.
Trithemis dejouxi a pour synonyme :
- Trithemis donaldsoni dejouxi Pinhey, 1978

## Étymologie
Son épithète spécifique, dejouxi, lui a été donnée en l'honneur de Charles Dejoux, de l'ORSTOM en Côte d'Ivoire.

## Publication originale
- (en) Elliot Pinhey, « Comparative notes on an african species of Trithemis Brauer (Odonata: Libellulidae) and its congeners », Arnoldia, Jamaica Plain, vol. 8, no 26,‎ 6 février 1978, p. 1-7 (ISSN 0004-2633, lire en ligne, consulté le 25 novembre 2023).